# رابرت فرانسیس (هنرپیشه)
رابرت فرانسیس (انگلیسی: Robert Francis؛ ۲۶ فوریهٔ ۱۹۳۰ – ۳۱ ژوئیهٔ ۱۹۵۵) یک هنرپیشه اهل ایالات متحده آمریکا بود.

## مرگ
کمی بیش از یک هفته قبل از عزیمت برای مجموعه فیلم ادای احترام به مرد بد ، در 31 ژوئیه 1955، فرانسیس در حال اجرای خلبانی یک Beechcraft Bonanza قرضی متعلق به جو کرکوود جونیور بود . همچنین شریک تجاری کرکوود، جورج مایر، در کشتی حضور داشت. 38 ساله، یک خلبان تجاری که در جنگ جهانی دوم با بمب افکن های B-29 پرواز کرده بود ، و هنرپیشه آن راسل، 24 ساله. بلافاصله پس از برخاستن ساعت 5:00 بعد از ظهر (که شاهدان عینی آن را "فقیر" نامیدند) از ترمینال هوایی لاکهید ( فرودگاه بربنک کنونی هالیوود ) در بربنک ، موتور هواپیما شروع به پاشیدن کرد و سپس قدرت خود را در گورستان رستلند از دست داد. فرانسیس موفق شد از برخورد با جمعیت در نزدیکی گورستان پارک یادبود والهالا جلوگیری کند ، اما هواپیما متوقف شد و در یک پارکینگ سقوط کرد و در آنجا آتش گرفت و هر سه سرنشین آن کشته شدند. 